# Brglez, Litija
Brglez je manjše naselje v Občini Litija. Ime kraja se izgovori [ˈbəɾɡlɛs]. Tradicionalno je naselje spadalo pod Dolenjsko, naselje je skupaj z občino spadalo pod Savsko regijo do januarja 2014, odkar je del osrednjeslovenske statične regije.